# 1186
1186 (MCLXXXVI) var ett normalår som började en onsdag i den julianska kalendern.

## Händelser

### Okänt datum
- Novgoroderna företar ett krigståg till Tavastland.
- Filip II August av Frankrike låter stenlägga gatorna i Paris.
- Bulgarerna gör sig oberoende.
- Minamoto no Yukiie halshuggs efter anklagelser om högförräderi.

## Födda
- Dagmar av Böhmen, drottning av Danmark 1205–1212/1213, gift med Valdemar Sejr.
- Ermesinda av Luxemburg, regerande grevinna av Luxemburg

## Avlidna
- 1 juni – Minamoto no Yukiie, japansk krigsherre och befälhavare
- Augusti – Balduin V, kung av Jerusalem